# Eginon de Thuringe
Eginon (décédé le 3 août 908) est un comte de Franconie orientale et duc de Thuringe à la fin du IXe siècle. 
Il est le fils de Poppon Ier et le frère de Poppon II.
Il fut co-duc de Thuringe avec son frère jusqu'en 883, date à laquelle il le déposa.
Il mourut au cours d'une bataille contre les Magyars en même temps que Burchard de Thuringe, et Rudolf Ier de Wurtzbourg.

## Sources
- Reuter, Timothy. Germany in the Early Middle Ages 800–1056. New York: Longman, 1991.
- Reuter, Timothy (trans.) The Annals of Fulda. (Manchester Medieval series, Ninth-Century Histories, volume II.) Manchester: Manchester University Press, 1992.